# Ryanair Pilot Group
Ryanair Pilot Group är en organisation som säger sig representera ungefär hälften av alla piloter som flyger för Ryanair. Man arbetar för att piloterna skall vara fackligt representerade, samt begär att få uttala sig utan hot om rättsliga eller disciplinära åtgärder  och samlar in information från piloter och sammanställer anonymiserad information för att ge piloterna en möjlighet att uttrycka sig utan att riskera individuella repressalier.
Gruppen har bland annat genomfört en enkätundersökning bland bolagets piloter och first officers och kommit fram till att 89% av dessa ansåg att företaget inte hade en öppen och transparent säkerhetskultur. Två tredjedelar kände sig inte bekväma med att använda bolagets nominellt konfidentiella kanal för rapportering av säkerhetsproblem.
Ryanair har vägrat att kommunicera med gruppen som representant för piloterna.